# Teuvo Pakkala
Pour les articles homonymes, voir Pakkala.
Teuvo Pakkala, né Teodor Oskar Frosterus le 9 avril 1862 à Oulu – mort le 17 mai 1925 à Kuopio, est un écrivain, dramaturge et traducteur finlandais.

## Ouvrages

### Romans et nouvelles
- Oulua soutamassa (Kivekäs 1885)
- Lapsia (1895, Otava 1962)
- Vaaralla (Kivekäs 1891)
- Elsa (Otava 1894)
- Pieni elämäntarina (Otava 1902)
- Pikku ihmisiä (Otava 1913)
- Kertomuksia (Otava 1928)
- Väliaita ja muita kadonneita kertomuksia (Pohjoinen 1986)

### Pièces de théâtre
- Kauppaneuvoksen härkä (Otava 1901)
- Meripoikia (Otava 1915)
- Tukkijoella (Otava 1899)

### Œuvres de non-fiction
- Aapinen, Otava, 1908 (lire en ligne)
- Kirjeet 1882–1925 (SKS 1982)
- Lapsuuteni muistoja, WSOY, 1885 (lire en ligne)

### Traductions en finnois
- Aina[1]: Uusia kertomuksia Iltalampun ääressä (Söderström 1895)
- Knut Hamsun: Victoria (Otava 1899)
- Friedrich Anton Heller vonHellwald, Maa ja sen kansat (W. Hagelstam 1900)
- Henrik Ibsen: Pikku Eyolf (WSOY 1895)
- Alexander LangeKielland, Työmiehiä (Kivekäs 1884)
- Jonas Lie, Luotsi ja hänen vaimonsa (Otava 1895)
- Hector Malot, Koditon 1–2 (Otava 1898–1899)
- Leopold Meyer, Pienten lasten hoito (2. painos; Otava 1904)
- Fridtjof Nansen: Pohjan pimeillä perillä 1–2 (Otava 1896–1897)
- Fridtjof Nansen, Suksilla poikki Grönlannin (Otava 1896)
- Stanley Weyman, Susi (Otava, 1898)